# Fredrik Zethelius
Fredrik Wilhelm Zethelius, född 28 augusti 1856 i Rytterne socken, Västmanlands län, död 31 december 1932 i Engelbrekts församling, Stockholm, var en svensk ämbetsman. 
Zethelius, som var son till bruksägare Fredrik Zethelius och Ulla von Post, avlade kansliexamen i Uppsala 1879 och hovrättsexamen 1880. Han blev amanuens i finansdepartementet 1881, kansliråd och byråchef 1900, var under en följd av år tillförordnad expeditionschef, samt var överdirektör och chef för Kontrollstyrelsen 1914–1923. Under hans tid genomfördes vittgående reformer på nästan alla områden av Kontrollstyrelsens verksamhet, bland annat genomförandet och tillämpningen av rusdryckslagarna med de därav föranledda restriktionerna.